# Ionoizmjenjivačka kromatografija
Ionoizmjenjivačka kromatografija se smatra osnovnom HPLC metodom za razdvajanje anorganskih i organskih iona. Mehanizam razdvajanja se temelji na ravnotežnom procesu između nabijenih funkcionalnih grupa na stacionarnoj fazi i iona prisutnih u uzorku i mobilnoj fazi.

## Princip rada
Princip kationske i anionske izmjene se može prikazati na sljedeći način:

### Kationska izmjena
{\displaystyle X^{+}+Res^{-}Y^{+}\rightleftarrows Y^{+}+Res^{-}X^{+}}

### Anionska izmjena
{\displaystyle X^{-}+Res^{+}Y^{-}\rightleftarrows Y^{-}+Res^{+}X^{-}}
gdje je X ion iz uzorka, Y suprotni ion iz mobilne faze, a Res+ i Res-  predstavlja ionsko stanje smole u stacionarnoj fazi.